# Saplun
Saplun (ili Mladine) je nenaseljeni otočić u otočju Lastovci, istočno od Lastova. Otok je od Lastova udaljen oko 3400 metara, a najbliži otok mu je Arženjak Mali, oko 100 m prema sjeveru.
Površina otoka je 414.592 m2, duljina obalne crte 3,224 km, a visina 45 metara.